# Acto Institucional Número Uno
El Acto Institucional Número Uno o AI-1 fue decretado el 9 de abril de 1964 por la Junta militar, compuesta por el general del ejército Artur da Costa e Silva, el teniente coronel Francisco de Assis Correia de Melo y el vicealmirante Augusto Rademaker. Su objetivo fue suprimir cualquier forma de oposición y legitimar el golpe de Estado de 1964.
Los políticos del momento, en su mayoría, estaban inseguros del camino que llevarían los acontecimientos. Por el contrario, los jefes militares habían llegado al convencimiento de que lo razonable no sería suficiente para imponer nuevas medidas, por lo que se abría el paso a medidas más radicales para persuadir a los indecisos y desbancar a los timoratos.
He aquí los primeros párrafos del AI-1:
- "…Es indispensable fijar el concepto del movimiento civil y militar que acaba de abrirse en Brasil como una nueva perspectiva para su futuro. Lo que hubo y continuará habiendo en todo momento, no es solo un espíritu y en un comportamiento de cuerpo armado, sino que busca llevar a la opinión pública nacional una auténtica revolución."
- "La revolución se distingue de otros movimientos armados en el hecho de que en ella se traduce no el interés y el ansia de un grupo, sino el interés y el ansia de la Nación."
- "La revolución victoriosa se invierte en el ejercicio del Poder Constituyente. Este se manifiesta por la elección popular o por la revolución. Esta es la forma más expresiva y más radical del Poder Constituyente. Así, la revolución victoriosa, como Poder Constituyente, se legitima por sí misma."

Hubo, pues, una radicalización significativa de la "línea dura" militar, que no aceptaba un gobierno de tendencias progresistas democráticamente elegido. Según el grupo más radical, si eso aconteciera, las izquierdas controlarían todo Brasil y, en consecuencia, el país explotaría en conflictos agrarios y urbanos, con mucha más violencia que si los militares permanecieran en el poder. Electoral

## Determinaciones

Lectura del Acto Institucional n.º 1 por el general Siseno Sarmento.

Quedaron suspensos por diez años los derechos políticos de todos los ciudadanos vistos como opositores al régimen, entre ellos congresistas, militares y gobernadores. En este período, surgía la amenaza de ceses, prisiones y eventuales expulsiones del país.
La Ley de Seguridad Nacional, que sería publicada el 3 de marzo de 1967, tuvo su embrión en el AI-1.
La elección indirecta del presidente de la República fue institucionalizada. De esta forma solo el colegio electoral compuesto por los congresistas, que supuestamente representaban los anhelos y deseos de la población, podría elegir al Presidente de la República.
La Constitución de la República fue suspendida por seis meses y con ella, todas las garantías constitucionales.

## Alcance y mecanismo
Por medio del AI-1, el régimen militar pudo cesar y suspender los derechos políticos de cientos de ciudadanos contrarios a la implantación de la dictadura que estaba iniciándose. El mecanismo del AI-1 era simple: eliminaba la oposición y daba al Presidente poderes para escoger los congresistas, que a su vez, lo elegirían a él. De esa forma, el régimen buscaba una supuesta legitimidad democrática de la opinión pública internacional, ya que asemejaría a una democracia formal, en la cual el presidente sería elegido por un colegio electoral, compuesto por representantes elegidos por el pueblo. Vale acordar, sin embargo, que el colegio electoral había sido mutilado por el propio AI-1.

## Ceses
El día 10 de abril de 1964 fue divulgada la primera lista de los políticos y altos funcionarios cesados. 102 nombres fueron incluidos, de los que 41 eran diputados federales.
Perdieron los derechos políticos:
- João Goulart – Expresidente de la República y Presidente Nacional del PTB (1919-1976)
- Jânio Quadros – Expresidente de la República del PTB (1917-1992)
- Luís Carlos Prestes – Secretario General del proscrito PCB (1898-1990)
- Miguel Arraes – Gobernador de Pernambuco por el PSB (1916-2005)
- Leonel Brizola – Diputado federal, Exgobernador del Río Grande del Sur por el PTB y Líder del Frente de Movilización Popular (1922-2004)
- Rubens Paiva – Diputado federal por SP por el PTB (1929-1971)
- Plínio de Arruda Sampaio – Diputado federal por el PDC y relator del Proyecto de Reforma Agraria (1930-2014)
- Ney Ortiz Borges - Diputado federal y líder de la bancada del PTB en la Cámara de los Diputados en 1963
- Osni Duarte Pereira – Desembargador (1912-2000)
- Celso Furtado – Economista y creador del Plan Trienal (1920-2004)
- Josué de Castro – Embajador (1908-1973)
- Thiago Lotfi - Estratega de las Fuerzas Armadas
- Abelardo Jurema – Ministro de Justicia
- Almino Afonso – Exministro del Trabajo
- Paulo de Tarso – Exministro de Educación
- João Abeto Neto – Presidente de la Superintendência de la Política Agraria - Supla (1928-    )
- Darcy Ribeiro – Rector de la Universidad de Brasilia (1922-1997)
- Raul Ryff – Asesor de prensa de João Goulart
- Samuel Wainer – Periodista y dueño del periódico Última Hora (1910-1980)
- Osvino Ferreira Alves – Mariscal y presidente de Petrobras (1897-1981)
- Argemiro de Assis Brasil – General (1907-1986)
- Luís Tavares de la Cuña Melo – Jefe del Gabinete Militar de Goulart
- Nelson Werneck Sodré - Intelectual, conectado al sector nacionalista del Club Militar (1911-1999)
- Cândido de Aragão – Almirante (1907-1998)
- Pedro Paulo de Araújo Suzano – Almirante (1903-1978)

También tuvieron los derechos suspensos líderes sindicales, como el presidente del entonces extinto Mando General de los Trabajadores (CGT), Clodesmidt Riani, además de Hércules Correa, Dante Pellacani, Osvaldo Pacheco y Roberto Morena. 122 oficiales fueron expulsados de las Fuerzas Armadas.

## Actos Complementarios Número Uno, Dos y Cuatro
Después del Acto Institucional Número Uno, fueron promulgados varios Actos Complementarios, cesando los derechos constitucionales de varias personas:
- Acto Complementario Número Uno, de 10 de abril de 1964.
- Acto Complementario Número Dos, de 10 de abril de 1964.
- Acto Complementario Número Cuatro, de 13 de abril de 1964.